# Saison 2024-2025 du LOSC Lille
Maillots
Chronologie
Saison précédente Saison suivante
La saison 2024-2025 du LOSC est la soixante-cinquième saison du club nordiste en première division du championnat de France, la vingt-cinquième consécutive du club au sommet de la hiérarchie du football français.
Le club évolue en Ligue 1, en Coupe de France et en Ligue des champions.

## Compétitions
| Championnat de France     | Ligue des champions                                             | Coupe de France                                                    |
| ------------------------- | --------------------------------------------------------------- | ------------------------------------------------------------------ |
| Cinquième place 60 points | Huitièmes de finale éliminé par le Borussia Dortmund (1-1, 1-2) | Huitièmes de finale éliminé par l’USL Dunkerque (1-1 (4-5 t.a.b.)) |
| 17V 9N 8D                 | 7V 3N 4D                                                        | 2V 1N 0D                                                           |
| TOTAL: 26V 13N 12D        |                                                                 |                                                                    |

### Championnat
La Ligue 1 2024-2025 est la 87e édition du championnat de France de football et la 23e sous l'appellation « Ligue 1 ». La division oppose dix-huit clubs en une série de trente-quatre rencontres. Les meilleurs de ce championnat se qualifient pour les coupes d'Europe que sont la Ligue des Champions (les quatre premiers), la Ligue Europa (le cinquième et le vainqueur de la Coupe de France) et la Ligue Conférence (le sixième). Le LOSC participe à cette compétition pour la 65e fois de son histoire et la 25e fois de suite depuis la saison 2000-2001.
Lors de cette édition, le Paris Saint-Germain remet en jeu son titre de l'année dernière. La formation parisienne détient le record de victoires dans cette compétition, au nombre de douze. Les relégués de la saison précédente, le FC Metz, le FC Lorient et le Clermont Foot 63 sont remplacés par l'AJ Auxerre, champion de Ligue 2 en 2023-2024, l'Angers SCO et l'AS Saint-Étienne.

#### Aller
| Journée 1                 | Stade de Reims                              | 0 - 2   | LOSC                         |                                                                                                |                                                                                                |
| Samedi 17 août 2024 19:00 |                                             | (0 - 1) | 45+30e Diakité · 90+3e David | Stade Auguste-Delaune, Reims Spectateurs : 14 755 Diffuseur : DAZN Arbitrage : Eric Wattellier | Stade Auguste-Delaune, Reims Spectateurs : 14 755 Diffuseur : DAZN Arbitrage : Eric Wattellier |
| Samedi 17 août 2024 19:00 | Koné 15e · Atangana Edoa 46e · Fofana 90+2e | Rapport | 67e Ismaily · 71e Mukau      | Stade Auguste-Delaune, Reims Spectateurs : 14 755 Diffuseur : DAZN Arbitrage : Eric Wattellier | Stade Auguste-Delaune, Reims Spectateurs : 14 755 Diffuseur : DAZN Arbitrage : Eric Wattellier |

| Journée 2                 | LOSC                                              | 2 - 0   | Angers SCO                      | | |
| Samedi 24 août 2024 19:00 | ( Haraldsson) Meunier 34e · ( Cabella) Bayo 90+5e | (1 - 0) |                                 | Decathlon Arena - Stade Pierre Mauroy, Villeneuve-d'Ascq Spectateurs : 36 906 Diffuseur : DAZN Arbitrage : Abdelatif Kherradji | Decathlon Arena - Stade Pierre Mauroy, Villeneuve-d'Ascq Spectateurs : 36 906 Diffuseur : DAZN Arbitrage : Abdelatif Kherradji |
| Samedi 24 août 2024 19:00 | E.Mbappé 45+1e                                    | Rapport | 43e Ould Khaled · 63e El Melali | Decathlon Arena - Stade Pierre Mauroy, Villeneuve-d'Ascq Spectateurs : 36 906 Diffuseur : DAZN Arbitrage : Abdelatif Kherradji | Decathlon Arena - Stade Pierre Mauroy, Villeneuve-d'Ascq Spectateurs : 36 906 Diffuseur : DAZN Arbitrage : Abdelatif Kherradji |

| Journée 3                         | LOSC                                       | 1 - 3   | Paris Saint-Germain                                                    | | |
| Dimanche 1er septembre 2024 20:45 | ( Diakité) Zhegrova 78e                    | (0 - 2) | 33e (pen.) Vitinha · 36e Barcola ( Asensio) · 90+2e Kolo Muani ( Doué) | Decathlon Arena - Stade Pierre Mauroy, Villeneuve-d'Ascq Spectateurs : 45 434 Diffuseur : DAZN Arbitrage : Benoît Bastien | Decathlon Arena - Stade Pierre Mauroy, Villeneuve-d'Ascq Spectateurs : 45 434 Diffuseur : DAZN Arbitrage : Benoît Bastien |
| Dimanche 1er septembre 2024 20:45 | Alexsandro 31e · Mukau 47e · Diakité 90+1e | Rapport | 24e Beraldo · 84e Donnarumma                                           | Decathlon Arena - Stade Pierre Mauroy, Villeneuve-d'Ascq Spectateurs : 45 434 Diffuseur : DAZN Arbitrage : Benoît Bastien | Decathlon Arena - Stade Pierre Mauroy, Villeneuve-d'Ascq Spectateurs : 45 434 Diffuseur : DAZN Arbitrage : Benoît Bastien |

| Journée 4                        | AS Saint-Étienne          | 1 - 0   | LOSC      | | |
| Vendredi 13 septembre 2024 20:45 | ( Davitashvili) Cafaro 6e | (1 - 0) |           | Stade Geoffroy-Guichard, Saint-Étienne Spectateurs : 22 144 Diffuseur : DAZN Arbitrage : François Letexier | Stade Geoffroy-Guichard, Saint-Étienne Spectateurs : 22 144 Diffuseur : DAZN Arbitrage : François Letexier |
| Vendredi 13 septembre 2024 20:45 | Cornud 61e                | Rapport | 54e André | Stade Geoffroy-Guichard, Saint-Étienne Spectateurs : 22 144 Diffuseur : DAZN Arbitrage : François Letexier | Stade Geoffroy-Guichard, Saint-Étienne Spectateurs : 22 144 Diffuseur : DAZN Arbitrage : François Letexier |

| Journée 5                      | LOSC                                         | 3 - 3   | RC Strasbourg                                                    | | |
| Samedi 21 septembre 2024 17:00 | ( Angel) Zhegrova 15e 27e · David 84e (pen.) | (2 - 2) | 30e Andrey Santos · 42e Emegha ( Moreira) · 66e Nanasi ( Emegha) | Decathlon Arena - Stade Pierre Mauroy, Villeneuve-d'Ascq Spectateurs : 39 516 Diffuseur : beIN Sports 1 Arbitrage : Jérôme Brisard | Decathlon Arena - Stade Pierre Mauroy, Villeneuve-d'Ascq Spectateurs : 39 516 Diffuseur : beIN Sports 1 Arbitrage : Jérôme Brisard |
| Samedi 21 septembre 2024 17:00 | André 64e · Diakité 70e                      | Rapport | 7e Sow · 82e Senaya                                              | Decathlon Arena - Stade Pierre Mauroy, Villeneuve-d'Ascq Spectateurs : 39 516 Diffuseur : beIN Sports 1 Arbitrage : Jérôme Brisard | Decathlon Arena - Stade Pierre Mauroy, Villeneuve-d'Ascq Spectateurs : 39 516 Diffuseur : beIN Sports 1 Arbitrage : Jérôme Brisard |

| Journée 6                      | Le Havre AC               | 0 - 3   | LOSC                                    |                                                                                          |                                                                                          |
| Samedi 28 septembre 2024 19:00 |                           | (0 - 2) | 23e 35e 79e David ( Sahraoui, Zhegrova) | Stade Océane, Le Havre Spectateurs : 21 369 Diffuseur : DAZN Arbitrage : Bastien Depechy | Stade Océane, Le Havre Spectateurs : 21 369 Diffuseur : DAZN Arbitrage : Bastien Depechy |
| Samedi 28 septembre 2024 19:00 | Kechta 44e · Desmas 90+4e | Rapport | 68e André                               | Stade Océane, Le Havre Spectateurs : 21 369 Diffuseur : DAZN Arbitrage : Bastien Depechy | Stade Océane, Le Havre Spectateurs : 21 369 Diffuseur : DAZN Arbitrage : Bastien Depechy |

| Journée 7                   | LOSC                                           | 2 - 1   | Toulouse FC              | | |
| Samedi 5 octobre 2024 19:00 | ( Sahraoui) Angel 57e · ( Bouaddi) Bakker 72e  | (0 - 1) | 39e Aboukhlal            | Decathlon Arena - Stade Pierre Mauroy, Villeneuve-d'Ascq Spectateurs : 36 947 Diffuseur : DAZN Arbitrage : Clément Turpin | Decathlon Arena - Stade Pierre Mauroy, Villeneuve-d'Ascq Spectateurs : 36 947 Diffuseur : DAZN Arbitrage : Clément Turpin |
| Samedi 5 octobre 2024 19:00 | André Gomes 8e · Alexsandro 15e · Santos 90+7e | Rapport | 44e Sidibé · 90+3e Magri | Decathlon Arena - Stade Pierre Mauroy, Villeneuve-d'Ascq Spectateurs : 36 947 Diffuseur : DAZN Arbitrage : Clément Turpin | Decathlon Arena - Stade Pierre Mauroy, Villeneuve-d'Ascq Spectateurs : 36 947 Diffuseur : DAZN Arbitrage : Clément Turpin |

| Journée 8                      | AS Monaco FC  | 0 - 0   | LOSC                                                                   |                                                                                         |                                                                                         |
| Vendredi 18 octobre 2024 20:45 |               | (0 - 0) |                                                                        | Stade Louis-II, Monaco Spectateurs : 7 246 Diffuseur : DAZN Arbitrage : Eric Wattellier | Stade Louis-II, Monaco Spectateurs : 7 246 Diffuseur : DAZN Arbitrage : Eric Wattellier |
| Vendredi 18 octobre 2024 20:45 | Teze 41e, 61e | Rapport | 11e Bouaddi · 34e Meunier · 44e Alexsandro · 70e Sahraoui · 90+4e Bayo | Stade Louis-II, Monaco Spectateurs : 7 246 Diffuseur : DAZN Arbitrage : Eric Wattellier | Stade Louis-II, Monaco Spectateurs : 7 246 Diffuseur : DAZN Arbitrage : Eric Wattellier |

| Journée 9                    | RC Lens                                  | 0 - 2   | LOSC                                                    |                                                                                               |                                                                                               |
| Samedi 26 octobre 2024 21:00 |                                          | (0 - 0) | 90+8e (pen.) David · 90+11e Bayo ( Fernandez-Pardo)     | Stade Bollaert-Delelis, Lens Spectateurs : 38 223 Diffuseur : DAZN Arbitrage : Benoît Bastien | Stade Bollaert-Delelis, Lens Spectateurs : 38 223 Diffuseur : DAZN Arbitrage : Benoît Bastien |
| Samedi 26 octobre 2024 21:00 | Thomasson 13e · Pouilly 65e · Gradit 86e | Rapport | 20e Gudmundsson · 75e Meunier · 89e Mandi · 90+9e David | Stade Bollaert-Delelis, Lens Spectateurs : 38 223 Diffuseur : DAZN Arbitrage : Benoît Bastien | Stade Bollaert-Delelis, Lens Spectateurs : 38 223 Diffuseur : DAZN Arbitrage : Benoît Bastien |

| Journée 10                       | LOSC                                   | 1 - 1   | Olympique lyonnais             | | |
| Vendredi 1er novembre 2024 21:00 | David 17e                              | (1 - 0) | 90+1e Fofana ( Maitland-Niles) | Decathlon Arena - Stade Pierre Mauroy, Villeneuve-d'Ascq Spectateurs : 45 084 Diffuseur : DAZN Arbitrage : Jérôme Brisard | Decathlon Arena - Stade Pierre Mauroy, Villeneuve-d'Ascq Spectateurs : 45 084 Diffuseur : DAZN Arbitrage : Jérôme Brisard |
| Vendredi 1er novembre 2024 21:00 | Zhegrova 43e · Mukau 57e · André 90+2e | Rapport | 30e Ćaleta-Car                 | Decathlon Arena - Stade Pierre Mauroy, Villeneuve-d'Ascq Spectateurs : 45 084 Diffuseur : DAZN Arbitrage : Jérôme Brisard | Decathlon Arena - Stade Pierre Mauroy, Villeneuve-d'Ascq Spectateurs : 45 084 Diffuseur : DAZN Arbitrage : Jérôme Brisard |

| Journée 11                      | OGC Nice                                       | 2 - 2   | LOSC                                                    |                                                                                       |                                                                                       |
| Dimanche 10 novembre 2024 15:00 | ( Clauss) Diop 56e · ( Guessand) Louchet 90+6e | (0 - 1) | 17e Fernandez-Pardo ( Alexsandro) · 66e Bakker ( André) | Allianz Riviera, Nice Spectateurs : 25 063 Diffuseur : DAZN Arbitrage : Jérémy Stinat | Allianz Riviera, Nice Spectateurs : 25 063 Diffuseur : DAZN Arbitrage : Jérémy Stinat |
| Dimanche 10 novembre 2024 15:00 | Clauss 37e · Diop 85e                          | Rapport | 86e David · 90+5e Angel                                 | Allianz Riviera, Nice Spectateurs : 25 063 Diffuseur : DAZN Arbitrage : Jérémy Stinat | Allianz Riviera, Nice Spectateurs : 25 063 Diffuseur : DAZN Arbitrage : Jérémy Stinat |

| Journée 12                      | LOSC                                               | 1 - 0   | Stade rennais FC            | | |
| Dimanche 24 novembre 2024 15:00 | Zhegrova 45e                                       | (1 - 0) |                             | Decathlon Arena - Stade Pierre Mauroy, Villeneuve-d'Ascq Spectateurs : 46 019 Diffuseur : DAZN Arbitrage : Mathieu Vernice | Decathlon Arena - Stade Pierre Mauroy, Villeneuve-d'Ascq Spectateurs : 46 019 Diffuseur : DAZN Arbitrage : Mathieu Vernice |
| Dimanche 24 novembre 2024 15:00 | Mandi 40e · Alexsandro 48e · Fernandez-Pardo 90+2e | Rapport | 23e Nagida · 90+4e Østigård | Decathlon Arena - Stade Pierre Mauroy, Villeneuve-d'Ascq Spectateurs : 46 019 Diffuseur : DAZN Arbitrage : Mathieu Vernice | Decathlon Arena - Stade Pierre Mauroy, Villeneuve-d'Ascq Spectateurs : 46 019 Diffuseur : DAZN Arbitrage : Mathieu Vernice |

| Journée 13                       | Montpellier HSC                                                          | 2 - 2   | LOSC |                                                                                                |                                                                                                |
| Dimanche 1er décembre 2024 15:00 | ( Savanier) Sylla 45+2e · Nordin 90+3e                                   | (1 - 1) | 44e (pen.) 54e (pen.) David                                                                             | Stade de la Mosson, Montpellier Spectateurs : 1 369 Diffuseur : DAZN Arbitrage : Benoît Millot | Stade de la Mosson, Montpellier Spectateurs : 1 369 Diffuseur : DAZN Arbitrage : Benoît Millot |
| Dimanche 1er décembre 2024 15:00 | Maksimović 9e · Tchato 35e · Savanier 52e · Sagnan 83e · Coulibaly 90+9e | Rapport | 26e Mukau · 47e Alexsandro · 52e Cabella · 89e Fernandez-Pardo · 90+9e Bakker · 90+13e Arnar Haraldsson | Stade de la Mosson, Montpellier Spectateurs : 1 369 Diffuseur : DAZN Arbitrage : Benoît Millot | Stade de la Mosson, Montpellier Spectateurs : 1 369 Diffuseur : DAZN Arbitrage : Benoît Millot |

| Journée 14                     | LOSC                                          | 3 - 1   | Stade brestois 29     | | |
| Vendredi 6 décembre 2024 19:00 | David 7e (pen.) 69e · ( David) Haraldsson 44e | (2 - 0) | 48e Ajorque ( Camara) | Decathlon Arena - Stade Pierre Mauroy, Villeneuve-d'Ascq Spectateurs : 38 128 Diffuseur : DAZN Arbitrage : Benoît Bastien | Decathlon Arena - Stade Pierre Mauroy, Villeneuve-d'Ascq Spectateurs : 38 128 Diffuseur : DAZN Arbitrage : Benoît Bastien |
| Vendredi 6 décembre 2024 19:00 | André 80e                                     | Rapport | 6e Le Cardinal        | Decathlon Arena - Stade Pierre Mauroy, Villeneuve-d'Ascq Spectateurs : 38 128 Diffuseur : DAZN Arbitrage : Benoît Bastien | Decathlon Arena - Stade Pierre Mauroy, Villeneuve-d'Ascq Spectateurs : 38 128 Diffuseur : DAZN Arbitrage : Benoît Bastien |

| Journée 15                    | Olympique de Marseille      | 1 - 1   | LOSC                                          | | |
| Samedi 14 décembre 2024 17:00 | ( Rabiot) Merlin 17e        | (1 - 0) | 87e Diakité ( Cabella)                        | Orange Vélodrome, Marseille Spectateurs : 64 380 Diffuseur : beIN Sports 1 Arbitrage : Willy Delajod | Orange Vélodrome, Marseille Spectateurs : 64 380 Diffuseur : beIN Sports 1 Arbitrage : Willy Delajod |
| Samedi 14 décembre 2024 17:00 | Højbjerg 86e · Lirola 90+5e | Rapport | 63e Diakité · 90+2e André Gomes · 90+2e André | Orange Vélodrome, Marseille Spectateurs : 64 380 Diffuseur : beIN Sports 1 Arbitrage : Willy Delajod | Orange Vélodrome, Marseille Spectateurs : 64 380 Diffuseur : beIN Sports 1 Arbitrage : Willy Delajod |

| Journée 16                  | LOSC            | 1 - 1   | FC Nantes                   | | |
| Samedi 4 janvier 2025 19:00 | Gudmundsson 40e | (1 - 0) | 70e (pen.) Abline           | Decathlon Arena - Stade Pierre Mauroy, Villeneuve-d'Ascq Spectateurs : 41 635 Diffuseur : DAZN Arbitrage : Jérémie Pignard | Decathlon Arena - Stade Pierre Mauroy, Villeneuve-d'Ascq Spectateurs : 41 635 Diffuseur : DAZN Arbitrage : Jérémie Pignard |
| Samedi 4 janvier 2025 19:00 | Haraldsson 77e  | Rapport | 72e Cozza · 88e Castelletto | Decathlon Arena - Stade Pierre Mauroy, Villeneuve-d'Ascq Spectateurs : 41 635 Diffuseur : DAZN Arbitrage : Jérémie Pignard | Decathlon Arena - Stade Pierre Mauroy, Villeneuve-d'Ascq Spectateurs : 41 635 Diffuseur : DAZN Arbitrage : Jérémie Pignard |

| Journée 17                     | AJ Auxerre | 0 - 0   | LOSC                                                       |                                                                                                   |                                                                                                   |
| Vendredi 10 janvier 2025 21:05 |            | (0 - 0) |                                                            | Stade de l'Abbé-Deschamps, Auxerre Spectateurs : 15 599 Diffuseur : DAZN Arbitrage : Gaël Angoula | Stade de l'Abbé-Deschamps, Auxerre Spectateurs : 15 599 Diffuseur : DAZN Arbitrage : Gaël Angoula |
| Vendredi 10 janvier 2025 21:05 | Joly 56e   | Rapport | 12e André · 15e David · 55e André Gomes · 90+8e Alexsandro | Stade de l'Abbé-Deschamps, Auxerre Spectateurs : 15 599 Diffuseur : DAZN Arbitrage : Gaël Angoula | Stade de l'Abbé-Deschamps, Auxerre Spectateurs : 15 599 Diffuseur : DAZN Arbitrage : Gaël Angoula |

#### Retour
| Journée 18                     | LOSC                                  | 2 - 1   | OGC Nice                                 | | |
| Vendredi 17 janvier 2025 21:05 | ( David) Haraldsson 48e · Diakité 63e | (0 - 1) | 29e Diop                                 | Decathlon Arena - Stade Pierre Mauroy, Villeneuve-d'Ascq Spectateurs : 38 325 Diffuseur : DAZN Arbitrage : François Letexier | Decathlon Arena - Stade Pierre Mauroy, Villeneuve-d'Ascq Spectateurs : 38 325 Diffuseur : DAZN Arbitrage : François Letexier |
| Vendredi 17 janvier 2025 21:05 | André 34e                             | Rapport | 42e Clauss · 83e Boudaoui · 88e Ndombele | Decathlon Arena - Stade Pierre Mauroy, Villeneuve-d'Ascq Spectateurs : 38 325 Diffuseur : DAZN Arbitrage : François Letexier | Decathlon Arena - Stade Pierre Mauroy, Villeneuve-d'Ascq Spectateurs : 38 325 Diffuseur : DAZN Arbitrage : François Letexier |

| Journée 19                   | RC Strasbourg                                                | 2 - 1   | LOSC                         |                                                                                                |                                                                                                |
| Samedi 25 janvier 2025 19:00 | Andrey Santos 70e · ( Diarra) Emegha 74e                     | (0 - 1) | 8e Sahraoui ( Bayo)          | Stade de la Meinau, Strasbourg Spectateurs : 19 428 Diffuseur : DAZN Arbitrage : Willy Delajod | Stade de la Meinau, Strasbourg Spectateurs : 19 428 Diffuseur : DAZN Arbitrage : Willy Delajod |
| Samedi 25 janvier 2025 19:00 | Doukouré 19e · Andrey Santos 37e · Diarra 64e · Ouattara 65e | Rapport | 33e Gudmundsson · 76e Bakker | Stade de la Meinau, Strasbourg Spectateurs : 19 428 Diffuseur : DAZN Arbitrage : Willy Delajod | Stade de la Meinau, Strasbourg Spectateurs : 19 428 Diffuseur : DAZN Arbitrage : Willy Delajod |

| Journée 20                    | LOSC                                                                                 | 4 - 1   | AS Saint-Étienne             | | |
| Samedi 1er février 2025 21h05 | David 32e (pen.) · ( David, Bakker) Sahraoui 63e 78e · ( Haraldsson) Gudmundsson 72e | (1 - 1) | 6e (pen.) Davitashvili       | Decathlon Arena - Stade Pierre Mauroy, Villeneuve-d'Ascq Diffuseur : DAZN Arbitrage : Eric Wattellier | Decathlon Arena - Stade Pierre Mauroy, Villeneuve-d'Ascq Diffuseur : DAZN Arbitrage : Eric Wattellier |
| Samedi 1er février 2025 21h05 | Gudmundsson 63e                                                                      | Rapport | 48e Batubinsika · 50e Boakye | Decathlon Arena - Stade Pierre Mauroy, Villeneuve-d'Ascq Diffuseur : DAZN Arbitrage : Eric Wattellier | Decathlon Arena - Stade Pierre Mauroy, Villeneuve-d'Ascq Diffuseur : DAZN Arbitrage : Eric Wattellier |

| Journée 21                  | LOSC                      | 1 - 2   | Le Havre AC                         | | |
| Samedi 8 février 2025 19:00 | Akpom 90+7e               | (0 - 1) | 38e Hassan ( Soumaré) · 56e Soumaré | Decathlon Arena - Stade Pierre Mauroy, Villeneuve-d'Ascq Diffuseur : DAZN Arbitrage : Thomas Léonard | Decathlon Arena - Stade Pierre Mauroy, Villeneuve-d'Ascq Diffuseur : DAZN Arbitrage : Thomas Léonard |
| Samedi 8 février 2025 19:00 | E.Mbappé 61e · Bakker 69e | Rapport | 67e Zouaoui                         | Decathlon Arena - Stade Pierre Mauroy, Villeneuve-d'Ascq Diffuseur : DAZN Arbitrage : Thomas Léonard | Decathlon Arena - Stade Pierre Mauroy, Villeneuve-d'Ascq Diffuseur : DAZN Arbitrage : Thomas Léonard |

| Journée 22                     | Stade rennais FC         | 0 - 2   | LOSC                               |                                                                    |                                                                    |
| Dimanche 16 février 2025 20:45 |                          | (0 - 0) | 80e Bentaleb · 86e Akpom ( Bakker) | Roazhon Park, Rennes Diffuseur : DAZN Arbitrage : Romain Lissorgue | Roazhon Park, Rennes Diffuseur : DAZN Arbitrage : Romain Lissorgue |
| Dimanche 16 février 2025 20:45 | Wooh 42e 74e · Cissé 60e | Rapport | 37e Ismaily                        | Roazhon Park, Rennes Diffuseur : DAZN Arbitrage : Romain Lissorgue | Roazhon Park, Rennes Diffuseur : DAZN Arbitrage : Romain Lissorgue |

| Journée 23                   | LOSC                                                           | 2 - 1   | AS Monaco FC              | | |
| Samedi 22 février 2025 17:00 | ( Mukau) Haraldsson 22e 42e                                    | (2 - 1) | 45+1e Minamino ( Biereth) | Decathlon Arena - Stade Pierre Mauroy, Villeneuve-d'Ascq Diffuseur : BeIn Sports 1 Arbitrage : Benoît Bastien | Decathlon Arena - Stade Pierre Mauroy, Villeneuve-d'Ascq Diffuseur : BeIn Sports 1 Arbitrage : Benoît Bastien |
| Samedi 22 février 2025 17:00 | David 73e · André 73e · Fernandez-Pardo 89e · Alexsandro 90+2e | Rapport | 19e Zakaria · 58e Diatta  | Decathlon Arena - Stade Pierre Mauroy, Villeneuve-d'Ascq Diffuseur : BeIn Sports 1 Arbitrage : Benoît Bastien | Decathlon Arena - Stade Pierre Mauroy, Villeneuve-d'Ascq Diffuseur : BeIn Sports 1 Arbitrage : Benoît Bastien |

| Journée 24                 | Paris Saint-Germain                                                              | 4 - 1   | LOSC                        |                                                                        |                                                                        |
| Samedi 1er mars 2025 21:05 | Barcola 6e · ( Doué) Marquinhos 22e · ( Neves) Dembélé 28e · ( Dembélé) Doué 37e | (4 - 0) | 80e David                   | Parc des princes, Paris Diffuseur : DAZN Arbitrage : François Letexier | Parc des princes, Paris Diffuseur : DAZN Arbitrage : François Letexier |
| Samedi 1er mars 2025 21:05 |                                                                                  | Rapport | 39e Meunier · 90+2e Ismaily | Parc des princes, Paris Diffuseur : DAZN Arbitrage : François Letexier | Parc des princes, Paris Diffuseur : DAZN Arbitrage : François Letexier |

| Journée 25               | LOSC                        | 1 - 0   | Montpellier HSC                               | | |
| Samedi 8 mars 2025 19:00 | ( Ismaily) David 50e        | (0 - 0) |                                               | Decathlon Arena - Stade Pierre Mauroy, Villeneuve-d'Ascq Diffuseur : DAZN Arbitrage : Jérémie Pignard | Decathlon Arena - Stade Pierre Mauroy, Villeneuve-d'Ascq Diffuseur : DAZN Arbitrage : Jérémie Pignard |
| Samedi 8 mars 2025 19:00 | Alexsandro 9e · Diakité 84e | Rapport | 36e Nzingoula · 71e Sainte-Luce · 78e Kouyaté | Decathlon Arena - Stade Pierre Mauroy, Villeneuve-d'Ascq Diffuseur : DAZN Arbitrage : Jérémie Pignard | Decathlon Arena - Stade Pierre Mauroy, Villeneuve-d'Ascq Diffuseur : DAZN Arbitrage : Jérémie Pignard |

| Journée 26                | FC Nantes                                    | 1 - 0   | LOSC                                    |                                                                                   |                                                                                   |
| Samedi 15 mars 2025 17:00 | ( Simon) Mohamed 83e                         | (0 - 0) |                                         | Stade de la Beaujoire, Nantes Diffuseur : BeIn Sports 1 Arbitrage : Benoît Millot | Stade de la Beaujoire, Nantes Diffuseur : BeIn Sports 1 Arbitrage : Benoît Millot |
| Samedi 15 mars 2025 17:00 | Chirivella 12e · Simon 54e · Castelletto 74e | Rapport | 54e Mandi · 56e Haraldsson · 67e Bakker | Stade de la Beaujoire, Nantes Diffuseur : BeIn Sports 1 Arbitrage : Benoît Millot | Stade de la Beaujoire, Nantes Diffuseur : BeIn Sports 1 Arbitrage : Benoît Millot |

| Journée 27                  | LOSC                | 1 - 0   | RC Lens                                   | | |
| Dimanche 30 mars 2025 20:45 | Fernandez-Pardo 19e | (1 - 0) |                                           | Decathlon Arena - Stade Pierre Mauroy, Villeneuve-d'Ascq Diffuseur : DAZN Arbitrage : Mathieu Vernice | Decathlon Arena - Stade Pierre Mauroy, Villeneuve-d'Ascq Diffuseur : DAZN Arbitrage : Mathieu Vernice |
| Dimanche 30 mars 2025 20:45 | Bouaddi 88e         | Rapport | 22e Aguilar · 51e El Aynaoui · 82e Medina | Decathlon Arena - Stade Pierre Mauroy, Villeneuve-d'Ascq Diffuseur : DAZN Arbitrage : Mathieu Vernice | Decathlon Arena - Stade Pierre Mauroy, Villeneuve-d'Ascq Diffuseur : DAZN Arbitrage : Mathieu Vernice |

| Journée 28                | Olympique lyonnais                               | 2 - 1   | LOSC                    |                                                                                 |                                                                                 |
| Samedi 5 avril 2025 21:05 | Lacazette 38e (pen.) · ( Tolisso) Cherki 70e     | (1 - 1) | 1re Diakité ( André)    | Groupama Stadium, Décines-Charpieu Diffuseur : DAZN Arbitrage : Eric Wattellier | Groupama Stadium, Décines-Charpieu Diffuseur : DAZN Arbitrage : Eric Wattellier |
| Samedi 5 avril 2025 21:05 | Lacazette 22e · Tolisso 25e · Maitland-Niles 77e | Rapport | 56e André · 72e Diakité | Groupama Stadium, Décines-Charpieu Diffuseur : DAZN Arbitrage : Eric Wattellier | Groupama Stadium, Décines-Charpieu Diffuseur : DAZN Arbitrage : Eric Wattellier |

| Journée 29                 | Toulouse FC              | 1 - 2   | LOSC                                        |                                                               |                                                               |
| Samedi 12 avril 2025 19:00 | ( Messali) Cresswell 42e | (1 - 2) | 21e Fernandez-Pardo ( André) · 45+4e Bakker | Stadium, Toulouse Diffuseur : DAZN Arbitrage : Jérôme Brisard | Stadium, Toulouse Diffuseur : DAZN Arbitrage : Jérôme Brisard |
| Samedi 12 avril 2025 19:00 | Cresswell 64e            | Rapport | 71e Alexsandro · 85e Mbappé                 | Stadium, Toulouse Diffuseur : DAZN Arbitrage : Jérôme Brisard | Stadium, Toulouse Diffuseur : DAZN Arbitrage : Jérôme Brisard |

| Journée 30                   | LOSC                                               | 3 - 1   | AJ Auxerre               | | |
| Dimanche 20 avril 2025 15:00 | ( David) Meunier 9e · ( Fernandez-Pardo) 43e 90+7e | (2 - 0) | 90+2e (csc) Alexsandro   | Decathlon Arena - Stade Pierre Mauroy, Villeneuve-d'Ascq Diffuseur : DAZN Arbitrage : Thomas Léonard | Decathlon Arena - Stade Pierre Mauroy, Villeneuve-d'Ascq Diffuseur : DAZN Arbitrage : Thomas Léonard |
| Dimanche 20 avril 2025 15:00 | Diakité 22e                                        | Rapport | 47e Jubal · 61e Massengo | Decathlon Arena - Stade Pierre Mauroy, Villeneuve-d'Ascq Diffuseur : DAZN Arbitrage : Thomas Léonard | Decathlon Arena - Stade Pierre Mauroy, Villeneuve-d'Ascq Diffuseur : DAZN Arbitrage : Thomas Léonard |

| Journée 31                   | Angers SCO   | 0 - 2   | LOSC                                                             |                                                                           |                                                                           |
| Dimanche 27 avril 2025 15:00 | Belkhdim 61e | (0 - 1) | 45+1e Alexsandro ( Haraldsson) · 50e Haraldsson ( Akpom)         | Stade Raymond-Kopa, Angers Diffuseur : DAZN Arbitrage : Hakim Ben El Hadj | Stade Raymond-Kopa, Angers Diffuseur : DAZN Arbitrage : Hakim Ben El Hadj |
| Dimanche 27 avril 2025 15:00 |              | Rapport | 18e, 67e Diakité · 57e Fernandez-Pardo · 58e Meunier · 81e André | Stade Raymond-Kopa, Angers Diffuseur : DAZN Arbitrage : Hakim Ben El Hadj | Stade Raymond-Kopa, Angers Diffuseur : DAZN Arbitrage : Hakim Ben El Hadj |

| Journée 32                | LOSC                         | 1 - 1   | Olympique de Marseille    | | |
| Dimanche 4 mai 2025 20:45 | ( David) Fernandez-Pardo 74e | (0 - 0) | 57e Gouiri ( Rabiot)      | Decathlon Arena - Stade Pierre Mauroy, Villeneuve-d'Ascq Diffuseur : DAZN Arbitrage : Eric Wattellier | Decathlon Arena - Stade Pierre Mauroy, Villeneuve-d'Ascq Diffuseur : DAZN Arbitrage : Eric Wattellier |
| Dimanche 4 mai 2025 20:45 | Ismaily 65e · Alexsandro 79e | Rapport | 29e Bennacer · 73e Garcia | Decathlon Arena - Stade Pierre Mauroy, Villeneuve-d'Ascq Diffuseur : DAZN Arbitrage : Eric Wattellier | Decathlon Arena - Stade Pierre Mauroy, Villeneuve-d'Ascq Diffuseur : DAZN Arbitrage : Eric Wattellier |

| Journée 33               | Stade brestois 29                         | 2 - 0   | LOSC        |                                                                         |                                                                         |
| Samedi 10 mai 2025 21:00 | ( Del Castillo) Ajorque 42e · Doumbia 64e | (1 - 0) |             | Stade Francis-Le Blé, Brest Diffuseur : DAZN Arbitrage : Thomas Léonard | Stade Francis-Le Blé, Brest Diffuseur : DAZN Arbitrage : Thomas Léonard |
| Samedi 10 mai 2025 21:00 | Pereira Lage 70e                          | Rapport | 40e Meunier | Stade Francis-Le Blé, Brest Diffuseur : DAZN Arbitrage : Thomas Léonard | Stade Francis-Le Blé, Brest Diffuseur : DAZN Arbitrage : Thomas Léonard |

| Journée 34               | LOSC                           | 2 - 1   | Stade de Reims      | | |
| Samedi 17 mai 2025 21:00 | Cabella 37e · Akpom 86e (pen.) | (1 - 0) | 60e Akieme ( Gbane) | Decathlon Arena - Stade Pierre Mauroy, Villeneuve-d'Ascq Diffuseur : DAZN Arbitrage : Willy Delajod | Decathlon Arena - Stade Pierre Mauroy, Villeneuve-d'Ascq Diffuseur : DAZN Arbitrage : Willy Delajod |
| Samedi 17 mai 2025 21:00 |                                | Rapport | 84e Okumu           | Decathlon Arena - Stade Pierre Mauroy, Villeneuve-d'Ascq Diffuseur : DAZN Arbitrage : Willy Delajod | Decathlon Arena - Stade Pierre Mauroy, Villeneuve-d'Ascq Diffuseur : DAZN Arbitrage : Willy Delajod |

#### Classement
| Rang | Équipe               | Pts | J  | G  | N | P  | Bp | Bc | Diff | Qualification ou relégation                                                     |
| ---- | -------------------- | --- | -- | -- | - | -- | -- | -- | ---- | ------------------------------------------------------------------------------- |
| 3    | AS Monaco            | 61  | 34 | 18 | 7 | 9  | 63 | 41 | +22  | Qualification pour la phase de ligue de la Ligue des champions                  |
| 4    | OGC Nice             | 60  | 34 | 17 | 9 | 8  | 66 | 41 | +25  | Qualification pour le troisième tour de qualification de la Ligue des champions |
| 5    | LOSC Lille           | 60  | 34 | 17 | 9 | 8  | 52 | 36 | +16  | Qualification pour la phase de ligue de la Ligue Europa                         |
| 6    | Olympique lyonnais   | 57  | 34 | 17 | 6 | 11 | 65 | 46 | +19  | Rétrogradation en Ligue 2                                                       |
| 7    | RC Strasbourg Alsace | 57  | 34 | 16 | 9 | 9  | 56 | 44 | +12  | Qualification pour les barrages de la Ligue Conférence                          |

#### Évolution du classement et des résultats
| Journée  | 1 | 2 | 3 | 4 | 5 | 6 | 7 | 8 | 9 | 10 | 11 | 12 | 13 | 14 | 15 | 16 | 17 | 18 | 19 | 20 | 21 | 22 | 23 | 24 | 25 | 26 | 27 | 28 | 29 | 30 | 31 | 32 | 33 | 34 | Journées en tête | Journées sur le podium |
| -------- | - | - | - | - | - | - | - | - | - | -- | -- | -- | -- | -- | -- | -- | -- | -- | -- | -- | -- | -- | -- | -- | -- | -- | -- | -- | -- | -- | -- | -- | -- | -- | ---------------- | ---------------------- |
| Rang     | 4 | 2 | 6 | 8 | 9 | 5 | 5 | 4 | 4 | 4  | 4  | 4  | 4  | 4  | 4  | 4  | 5  | 3  | 5  | 4  | 5  | 5  | 4  | 5  | 5  | 6  | 5  | 7  | 5  | 4  | 3  | 5  | 5  | 5  | 0                | 3                      |
| Résultat | G | G | D | D | N | G | G | N | G | N  | N  | G  | N  | G  | N  | N  | N  | G  | D  | G  | D  | G  | G  | D  | G  | D  | G  | D  | G  | G  | G  | N  | D  | G  | —                | —                      |

### Ligue des champions
La Ligue des champions 2024-2025 est la 70e édition de la Ligue des champions, la plus prestigieuse des compétitions européennes inter-clubs. Elle est divisée en deux phases, une phase de mini-championnat de huit matchs, puis les huit premières équipes poursuivent la compétition en huitièmes de finale et les équipes classées entre la 9e et la 24e place s'affronteront en barrage de la phase à élimination directe.
Le Real Madrid remet en jeu son titre de l'année précédente obtenu face au Borussia Dortmund.

#### Troisième tour de qualification
| Aller                   | LOSC                                           | 2 - 1   | Fenerbahçe SK             | Stade du Hainaut, Valenciennes                                                           |                                                                                          |
| Mardi 6 août 2024 20:30 | Oosterwolde 12e (csc) · ( Bayo) Zhegrova 90+1e | (1 - 0) | 80e Kahveci               | Diffuseur : RMC Découverte BFM Grand Lille, BFM Grand Littoral Arbitrage : István Kovács | Diffuseur : RMC Découverte BFM Grand Lille, BFM Grand Littoral Arbitrage : István Kovács |
| Mardi 6 août 2024 20:30 | Santos 45+1e                                   | Rapport | 9e Džeko · 45+1e Kadıoğlu | Diffuseur : RMC Découverte BFM Grand Lille, BFM Grand Littoral Arbitrage : István Kovács | Diffuseur : RMC Découverte BFM Grand Lille, BFM Grand Littoral Arbitrage : István Kovács |

| Retour                   | Fenerbahçe SK                       | 1 - 1 ap | LOSC                                                                    | Stade Şükrü Saracoğlu, Istanbul                                                                        | |
| Mardi 13 août 2024 19:00 | Diakité 90+1e (csc)                 | (0 - 0)  | 118e (pen.) David                                                       | Diffuseur : RMC Découverte BFM Grand Lille, BFM Grand Littoral Arbitrage : José María Sánchez Martínez | Diffuseur : RMC Découverte BFM Grand Lille, BFM Grand Littoral Arbitrage : José María Sánchez Martínez |
| Mardi 13 août 2024 19:00 | Müldür 8e · Djiku 64e · Söyüncü 68e | Rapport  | 35e Alexsandro · 55e Angel · 80e Zhegrova · 86e Haraldsson · 109e Mandi | Diffuseur : RMC Découverte BFM Grand Lille, BFM Grand Littoral Arbitrage : José María Sánchez Martínez | Diffuseur : RMC Découverte BFM Grand Lille, BFM Grand Littoral Arbitrage : José María Sánchez Martínez |

#### Barrages
| Aller                    | LOSC                                            | 2 - 0   | SK Slavia Prague          | Stade du Hainaut, Valenciennes                   |                                                  |
| Mardi 20 août 2024 21:00 | ( Haraldsson) David 52e · ( David) Zhegrova 77e | (0 - 0) |                           | Diffuseur : Canal + Arbitrage : Szymon Marciniak | Diffuseur : Canal + Arbitrage : Szymon Marciniak |
| Mardi 20 août 2024 21:00 | Meunier 18e · Diakité 89e · Ilić 90+5e          | Rapport | 35e Masopust · 66e Dorley | Diffuseur : Canal + Arbitrage : Szymon Marciniak | Diffuseur : Canal + Arbitrage : Szymon Marciniak |

| Retour                      | SK Slavia Prague                   | 2 - 1   | LOSC                        | Fortuna Arena, Prague                         |                                               |
| Mercredi 28 août 2024 21:00 | ( Bořil) Zafeiris 5e · Schranz 84e | (1 - 0) | 77e Zhegrova ( David)       | Diffuseur : Canal + Arbitrage : Slavko Vinčić | Diffuseur : Canal + Arbitrage : Slavko Vinčić |
| Mercredi 28 août 2024 21:00 | Ogbu 17e · Diouf 41e · Bořil 51e   | Rapport | 42e Haraldsson · 44e Santos | Diffuseur : Canal + Arbitrage : Slavko Vinčić | Diffuseur : Canal + Arbitrage : Slavko Vinčić |

#### Phase de ligue
| Journée 1                     | Sporting CP                                        | 2 - 0   | LOSC                                                 | Estádio José Alvalade XXI, Lisbonne                                |                                                                    |
| Mardi 17 septembre 2024 21:00 | ( Gonçalves) Gyökeres 38e · ( Bragança) Debast 65e | (1 - 0) |                                                      | Spectateurs : 40 024 Diffuseur : Canal+ Arbitrage : Donatas Rumšas | Spectateurs : 40 024 Diffuseur : Canal+ Arbitrage : Donatas Rumšas |
| Mardi 17 septembre 2024 21:00 | Morita 45+1e · Debast 86e                          | Rapport | 20e, 40e Angel · 40e David · 56e André · 72e Bouaddi | Spectateurs : 40 024 Diffuseur : Canal+ Arbitrage : Donatas Rumšas | Spectateurs : 40 024 Diffuseur : Canal+ Arbitrage : Donatas Rumšas |

| Journée 2                     | LOSC                        | 1 - 0   | Real Madrid                                                             | Decathlon Arena - Stade Pierre Mauroy, Villeneuve-d'Ascq             |                                                                      |
| Mercredi 2 octobre 2024 21:00 | David 45+2e (pen.)          | (1 - 0) |                                                                         | Spectateurs : 48 205 Diffuseur : Canal+ Arbitrage : Maurizio Mariani | Spectateurs : 48 205 Diffuseur : Canal+ Arbitrage : Maurizio Mariani |
| Mercredi 2 octobre 2024 21:00 | David 90+3e · Diakité 90+6e | Rapport | 46e Endrick · 59e Camavinga · 78e Bellingham · 79e Rüdiger · 81e Modrić | Spectateurs : 48 205 Diffuseur : Canal+ Arbitrage : Maurizio Mariani | Spectateurs : 48 205 Diffuseur : Canal+ Arbitrage : Maurizio Mariani |

| Journée 3                      | Atlético Madrid                      | 1 - 3   | LOSC                                                          | Estadio Metropolitano, Madrid                                   |                                                                 |
| Mercredi 23 octobre 2024 21:00 | Álvarez 8e                           | (1 - 0) | 61e Zhegrova ( Meunier) · 74e (pen.) 89e David ( Gudmundsson) | Spectateurs : 61 197 Diffuseur : Canal+ Arbitrage : Marco Huida | Spectateurs : 61 197 Diffuseur : Canal+ Arbitrage : Marco Huida |
| Mercredi 23 octobre 2024 21:00 | Galán 17e · Giménez 78e · Witsel 88e | Rapport | 44e Touré · 78e Meunier                                       | Spectateurs : 61 197 Diffuseur : Canal+ Arbitrage : Marco Huida | Spectateurs : 61 197 Diffuseur : Canal+ Arbitrage : Marco Huida |

| Journée 4                   | LOSC                  | 1 - 1   | Juventus            | Decathlon Arena - Stade Pierre Mauroy, Villeneuve-d'Ascq         |                                                                  |
| Mardi 5 novembre 2024 21:00 | ( Zhegrova) David 27e | (1 - 0) | 60e (pen.) Vlahović | Spectateurs : 48 312 Diffuseur : Canal+ Arbitrage : Irfan Peljto | Spectateurs : 48 312 Diffuseur : Canal+ Arbitrage : Irfan Peljto |
| Mardi 5 novembre 2024 21:00 | André 73e             | Rapport | 62e Cabal           | Spectateurs : 48 312 Diffuseur : Canal+ Arbitrage : Irfan Peljto | Spectateurs : 48 312 Diffuseur : Canal+ Arbitrage : Irfan Peljto |

| Journée 5                       | Bologne FC                                   | 1 - 2   | LOSC                                                      | Stade Renato-Dall'Ara, Bologne                                          |                                                                         |
| Mercredi 27 novembre 2024 21:00 | ( Lykogiánnis) Lucumí 63e                    | (0 - 1) | 44e 66e Mukau ( Fernandez-Pardo)                          | Spectateurs : 22 420 Diffuseur : Canal+ Foot Arbitrage : Michael Oliver | Spectateurs : 22 420 Diffuseur : Canal+ Foot Arbitrage : Michael Oliver |
| Mercredi 27 novembre 2024 21:00 | Lykogiánnis 33e · Odgaard 84e · Castro 90+6e | Rapport | 22e Alexsandro · 54e Meunier · 80e Mandi · 90+4e Zhegrova | Spectateurs : 22 420 Diffuseur : Canal+ Foot Arbitrage : Michael Oliver | Spectateurs : 22 420 Diffuseur : Canal+ Foot Arbitrage : Michael Oliver |

| Journée 6                       | LOSC                                                                | 3 - 2   | SK Sturm Graz                                          | Decathlon Arena - Stade Pierre Mauroy, Villeneuve-d'Ascq                |                                                                         |
| Mercredi 11 décembre 2024 18:45 | ( Alexsandro) Sahraoui 37e · Bakker 45+2e · ( David) Haraldsson 81e | (2 - 1) | 45+4e Kiteishvili ( Chukwuani) · 47e Biereth ( Bøving) | Spectateurs : 45 796 Diffuseur : Canal+ Foot Arbitrage : Georgi Kabakov | Spectateurs : 45 796 Diffuseur : Canal+ Foot Arbitrage : Georgi Kabakov |
| Mercredi 11 décembre 2024 18:45 | Bakker 74e                                                          | Rapport | 8e Chukwuani                                           | Spectateurs : 45 796 Diffuseur : Canal+ Foot Arbitrage : Georgi Kabakov | Spectateurs : 45 796 Diffuseur : Canal+ Foot Arbitrage : Georgi Kabakov |

| Journée 7                   | Liverpool FC                       | 2 - 1   | LOSC                       | Anfield, Liverpool                                                    |                                                                       |
| Mardi 21 janvier 2025 21:00 | ( Jones) Salah 34e · Elliott 67e   | (1 - 0) | 62e David                  | Spectateurs : 59 782 Diffuseur : Canal+ Foot Arbitrage : Felix Zwayer | Spectateurs : 59 782 Diffuseur : Canal+ Foot Arbitrage : Felix Zwayer |
| Mardi 21 janvier 2025 21:00 | Mac Allister 90+2e · Elliott 90+4e | Rapport | 35e, 59e Mandi · 88e André | Spectateurs : 59 782 Diffuseur : Canal+ Foot Arbitrage : Felix Zwayer | Spectateurs : 59 782 Diffuseur : Canal+ Foot Arbitrage : Felix Zwayer |

| Journée 8                      | LOSC | 6 - 1   | Feyenoord Rotterdam    | Decathlon Arena - Stade Pierre Mauroy, Villeneuve-d'Ascq  |                                                           |
| Mercredi 29 janvier 2025 21:00 | ( Cabella) Sahraoui 4e · Trauner 38e (csc) 76e (csc) · ( Bakker) Angel 57e · ( Bouaddi) David 74e · ( Sahraoui) Cabella 80e | (2 - 1) | 14e Giménez ( Trauner) | Diffuseur : Canal + (multiplex) Arbitrage : Slavko Vinčić | Diffuseur : Canal + (multiplex) Arbitrage : Slavko Vinčić |
| Mercredi 29 janvier 2025 21:00 | Chevalier 62e · Mukau 65e · Cabella 81e                                                                                     | Rapport | 43e Trauner            | Diffuseur : Canal + (multiplex) Arbitrage : Slavko Vinčić | Diffuseur : Canal + (multiplex) Arbitrage : Slavko Vinčić |

##### Évolution du classement et des résultats
| Journée  | 1  | 2  | 3  | 4  | 5  | 6 | 7  | 8 | Journées qualifiés | Journées barragistes |
| -------- | -- | -- | -- | -- | -- | - | -- | - | ------------------ | -------------------- |
| Rang     | 30 | 18 | 15 | 14 | 12 | 8 | 12 | 7 | 2                  | 5                    |
| Résultat | D  | G  | G  | N  | G  | G | D  | G | —                  | —                    |

#### Huitièmes de finale
| Aller                   | Borussia Dortmund    | 1 - 1   | LOSC                    | Signal Iduna Park, Dortmund                                     |                                                                 |
| Mardi 4 mars 2025 21:00 | Adeyemi 22e          | (1 - 0) | 68e Haraldsson ( David) | Diffuseur : Canal+ Foot Arbitrage : José María Sánchez Martínez | Diffuseur : Canal+ Foot Arbitrage : José María Sánchez Martínez |
| Mardi 4 mars 2025 21:00 | Can 61e · Groß 90+3e | Rapport |                         | Diffuseur : Canal+ Foot Arbitrage : José María Sánchez Martínez | Diffuseur : Canal+ Foot Arbitrage : José María Sánchez Martínez |

| Retour                      | LOSC                    | 1 - 2   | Borussia Dortmund                      | Decathlon Arena - Stade Pierre Mauroy, Villeneuve-d'Ascq |                                               |
| Mercredi 12 mars 2025 18:45 | ( Ismaily) David 5e     | (1 - 0) | 54e (pen.) Can · 65e Beier ( Guirassy) | Diffuseur : Canal+ Arbitrage : Sandro Schärer            | Diffuseur : Canal+ Arbitrage : Sandro Schärer |
| Mercredi 12 mars 2025 18:45 | Meunier 51e · Makau 83e | Rapport | 32e Anton · 51e Groß · 89e Bensebaini  | Diffuseur : Canal+ Arbitrage : Sandro Schärer            | Diffuseur : Canal+ Arbitrage : Sandro Schärer |

### Coupe de France
La coupe de France 2024-2025 est la 108e édition de la coupe de France, une compétition à élimination directe mettant aux prises tous les clubs de football amateurs et professionnels à travers la France métropolitaine et les DOM-TOM. Elle est organisée par la FFF et ses ligues régionales.
Lors de cette édition 2025, le Paris Saint-Germain remet en jeu son titre de l'année dernière obtenu face à l'Olympique lyonnais. Par ailleurs, la formation parisienne détient le record de victoires dans cette compétition, au nombre de quinze.
| 32e de finale                   | FC Rouen                                             | 0 - 1   | LOSC                 | Stade Robert-Diochon, Le Petit-Quevilly                  |                                                          |
| Vendredi 20 décembre 2024 21:00 |                                                      | (0 - 1) | 22e Ismaily ( David) | Diffuseur : beIN Sports 1 Arbitrage : Stéphanie Frappart | Diffuseur : beIN Sports 1 Arbitrage : Stéphanie Frappart |
| Vendredi 20 décembre 2024 21:00 | Mbondi 38e · Mbock 45+1e · Goprou 55e · Benzia 90+4e | Rapport | 34e Bakker           | Diffuseur : beIN Sports 1 Arbitrage : Stéphanie Frappart | Diffuseur : beIN Sports 1 Arbitrage : Stéphanie Frappart |

| 16e de finale               | Olympique de Marseille                              | 1 - 1             | LOSC                                        | Orange Vélodrome, Marseille                     |                                                 |
| Mardi 14 janvier 2025 21:05 | ( Rabiot) Luis Henrique 90+6e                       | (0 - 0)           | 68e Haraldsson ( David)                     | Diffuseur : France 2 Arbitrage : Clément Turpin | Diffuseur : France 2 Arbitrage : Clément Turpin |
| Mardi 14 janvier 2025 21:05 | Maupay 62e                                          |                   | 54e Bakker · 90e Diakité ·                  | Diffuseur : France 2 Arbitrage : Clément Turpin | Diffuseur : France 2 Arbitrage : Clément Turpin |
| Mardi 14 janvier 2025 21:05 | Greenwood · Luis Henrique · Balerdi · Rabiot · Rowe | Tirs au but 3 - 4 | Bakker · Ismaily · André Gomes · Alexsandro | Diffuseur : France 2 Arbitrage : Clément Turpin | Diffuseur : France 2 Arbitrage : Clément Turpin |

| 8e de finale               | LOSC                                                                      | 1 - 1             | USL Dunkerque                                                          | Decathlon Arena - Stade Pierre Mauroy, Villeneuve-d'Ascq |                                                     |
| Mardi 4 février 2025 19:00 | ( David) André Gomes 85e                                                  | (0 - 0)           | 90+6e Tejan ( Abner)                                                   | Diffuseur : beIN Sports 2 Arbitrage : Benoît Millot      | Diffuseur : beIN Sports 2 Arbitrage : Benoît Millot |
| Mardi 4 février 2025 19:00 | Alexsandro 59e · Haraldsson 65e                                           |                   | 59e Sangante · 76e Senneville · 90+7e Tejan ·                          | Diffuseur : beIN Sports 2 Arbitrage : Benoît Millot      | Diffuseur : beIN Sports 2 Arbitrage : Benoît Millot |
| Mardi 4 février 2025 19:00 | E.Mbappé · Bakker · André Gomes · Alexsandro · Haraldsson · Akpom · André | Tirs au but 4 - 5 | Courtet · Bardeli · Sangante · Georgen · Sekongo · Senneville · Jaouen | Diffuseur : beIN Sports 2 Arbitrage : Benoît Millot      | Diffuseur : beIN Sports 2 Arbitrage : Benoît Millot |

## Effectif professionnel actuel
Le premier tableau liste l'effectif professionnel du LOSC Lille pour la saison 2024-2025. Le second recense les prêts effectués par le club lors de cette même saison.
En grisé, les sélections de joueurs internationaux chez les jeunes mais n'ayant jamais été appelés aux échelons supérieurs une fois l'âge-limite dépassé ou les joueurs ayant pris leur retraite internationale.

## Statistiques

### Statistiques collectives
| Compétition         | Débute au tour  | Termine        | Matches joués | Gagnés | Nuls | Perdus | Buts pour | Buts contre | Différence |
| ------------------- | --------------- | -------------- | ------------- | ------ | ---- | ------ | --------- | ----------- | ---------- |
| Ligue 1             | -               | -              | 34            | 17     | 9    | 8      | 52        | 36          | +16        |
| Ligue des champions | Troisième tour  | 1/8e de finale | 14            | 7      | 3    | 4      | 25        | 17          | +8         |
| Coupe de France     | 1/32e de finale | 1/8e de finale | 3             | 2      | 1    | 0      | 3         | 2           | +1         |
| Total               | -               | -              | 51            | 26     | 13   | 12     | 80        | 55          | +25        |

### Statistiques individuelles

#### Statistiques buteurs
| Place | Nom                    | Ligue 1 | Ligue des champions | Coupe de France | Total   |
| 1     | Jonathan David         | 16      | 9                   |                 | 25      |
| 2     | Hákon Haraldsson       | 5       | 2                   | 1               | 8       |
| 2     | Edon Zhegrova          | 4       | 4                   |                 | 8       |
| 4     | Osame Sahraoui         | 3       | 2                   |                 | 5       |
| 5     | Bafodé Diakité         | 4       |                     |                 | 4       |
| 5     | Matias Fernandez-Pardo | 4       |                     |                 | 4       |
| 5     | Mitchel Bakker         | 3       | 1                   |                 | 4       |
| 8     | Chuba Akpom            | 3       |                     |                 | 3       |
| 9     | Mohamed Bayo           | 2       |                     |                 | 2       |
| 9     | Gabriel Gudmundsson    | 2       |                     |                 | 2       |
| 9     | Thomas Meunier         | 2       |                     |                 | 2       |
| 9     | Rémy Cabella           | 1       | 1                   |                 | 2       |
| 9     | Angel Gomes            | 1       | 1                   |                 | 2       |
| 9     | Ngal'ayel Mukau        |         | 2                   |                 | 2       |
| 15    | Alexsandro             | 1       |                     |                 | 1       |
| 15    | Nabil Bentaleb         | 1       |                     |                 | 1       |
| 15    | André Gomes            |         |                     | 1               | 1       |
| 15    | Ismaily                |         |                     | 1               | 1       |
| Total | 18 buteurs             | 52 buts | 22 buts             | 3 buts          | 77 buts |

#### Statistiques passeurs
| Place | Nom                    | Ligue 1   | Ligue des champions | Coupe de France | Total     |
| 1     | Jonathan David         | 5         | 4                   | 3               | 12        |
| 2     | Hákon Haraldsson       | 3         | 1                   |                 | 4         |
| 2     | Osame Sahraoui         | 3         | 1                   |                 | 4         |
| 4     | Benjamin André         | 3         |                     |                 | 3         |
| 4     | Rémy Cabella           | 2         | 1                   |                 | 3         |
| 4     | Mitchel Bakker         | 2         | 1                   |                 | 3         |
| 4     | Matias Fernandez-Pardo | 2         | 1                   |                 | 3         |
| 8     | Alexsandro             | 2         |                     |                 | 2         |
| 8     | Mohamed Bayo           | 1         | 1                   |                 | 2         |
| 8     | Ayyoub Bouaddi         | 1         | 1                   |                 | 2         |
| 8     | Ismaily                | 1         | 1                   |                 | 2         |
| 8     | Edon Zhegrova          | 1         | 1                   |                 | 2         |
| 13    | Chuba Akpom            | 1         |                     |                 | 1         |
| 13    | Bafodé Diakité         | 1         |                     |                 | 1         |
| 13    | Angel Gomes            | 1         |                     |                 | 1         |
| 13    | Ngal'ayel Mukau        | 1         |                     |                 | 1         |
| 13    | Gabriel Gudmundsson    |           | 1                   |                 | 1         |
| 13    | Thomas Meunier         |           | 1                   |                 | 1         |
| Total | 18 passeurs            | 30 passes | 15 passes           | 3 passes        | 48 passes |

#### Statistiques détaillées
| Numéro | Nat. | Nom                    | Championnat | Championnat | Championnat    | Championnat | Championnat  | Ligue des champions | Ligue des champions | Ligue des champions | Ligue des champions | Ligue des champions | Coupe de France | Coupe de France | Coupe de France | Coupe de France | Coupe de France | Total | Total       | Total          | Total  | Total        |
| Numéro | Nat. | Nom                    | M.j.        | But inscrit | Passe décisive | Averti      | Carton rouge | M.j.                | But inscrit         | Passe décisive      | Averti              | Carton rouge        | M.j.            | But inscrit     | Passe décisive  | Averti          | Carton rouge    | M.j.  | But inscrit | Passe décisive | Averti | Carton rouge |
| ------ | ---- | ---------------------- | ----------- | ----------- | -------------- | ----------- | ------------ | ------------------- | ------------------- | ------------------- | ------------------- | ------------------- | --------------- | --------------- | --------------- | --------------- | --------------- | ----- | ----------- | -------------- | ------ | ------------ |
| 1      |      | Vito Mannone           | 0           | 0           | 0              | 0           | 0            | 0                   | 0                   | 0                   | 0                   | 0                   | 3               | 0               | 0               | 0               | 0               | 3     | 0           | 0              | 0      | 0            |
| 2      |      | Aïssa Mandi            | 24          | 0           | 0              | 3           | 0            | 6                   | 0                   | 0                   | 1                   | 2                   | 1               | 0               | 0               | 0               | 0               | 31    | 0           | 0              | 4      | 2            |
| 4      |      | Alexsandro             | 30          | 1           | 2              | 10          | 0            | 14                  | 0                   | 1                   | 2                   | 0                   | 3               | 0               | 0               | 1               | 0               | 47    | 1           | 3              | 13     | 0            |
| 5      |      | Gabriel Gudmundsson    | 30          | 2           | 0              | 3           | 0            | 13                  | 0                   | 1                   | 0                   | 0                   | 2               | 0               | 0               | 0               | 0               | 45    | 2           | 1              | 3      | 0            |
| 6      |      | Nabil Bentaleb         | 10          | 1           | 0              | 0           | 0            | 0                   | 0                   | 0                   | 0                   | 0                   | 0               | 0               | 0               | 0               | 0               | 10    | 1           | 0              | 0      | 0            |
| 7      |      | Hákon Haraldsson       | 25          | 5           | 3              | 3           | 0            | 10                  | 2                   | 1                   | 2                   | 0                   | 3               | 1               | 0               | 1               | 0               | 38    | 8           | 4              | 6      | 0            |
| 8      |      | Angel Gomes            | 14          | 1           | 1              | 1           | 0            | 6                   | 1                   | 0                   | 1                   | 1                   | 0               | 0               | 0               | 0               | 0               | 20    | 2           | 1              | 2      | 1            |
| 9      |      | Jonathan David         | 32          | 16          | 5              | 4           | 0            | 14                  | 9                   | 4                   | 2                   | 0                   | 3               | 0               | 3               | 0               | 0               | 49    | 25          | 12             | 6      | 0            |
| 10     |      | Rémy Cabella           | 23          | 1           | 2              | 1           | 0            | 11                  | 1                   | 1                   | 1                   | 0                   | 3               | 0               | 0               | 0               | 0               | 37    | 2           | 3              | 2      | 0            |
| 11     |      | Osame Sahraoui         | 30          | 3           | 3              | 1           | 0            | 13                  | 2                   | 1                   | 0                   | 0                   | 3               | 0               | 0               | 0               | 0               | 46    | 5           | 4              | 1      | 0            |
| 12     |      | Thomas Meunier         | 30          | 2           | 0              | 5           | 0            | 13                  | 0                   | 1                   | 4                   | 0                   | 3               | 0               | 0               | 0               | 0               | 46    | 2           | 1              | 9      | 0            |
| 14     |      | Samuel Umtiti          | 0           | 0           | 0              | 0           | 0            | 0                   | 0                   | 0                   | 0                   | 0                   | 0               | 0               | 0               | 0               | 0               | 0     | 0           | 0              | 0      | 0            |
| 16     |      | Marc-Aurèle Caillard   | 0           | 0           | 0              | 0           | 0            | 0                   | 0                   | 0                   | 0                   | 0                   | 0               | 0               | 0               | 0               | 0               | 0     | 0           | 0              | 0      | 0            |
| 17     |      | Ngal'ayel Mukau        | 22          | 0           | 1              | 4           | 0            | 11                  | 2                   | 0                   | 2                   | 0                   | 3               | 0               | 0               | 0               | 0               | 36    | 2           | 1              | 6      | 0            |
| 18     |      | Bafodé Diakité         | 31          | 4           | 1              | 6           | 1            | 14                  | 0                   | 0                   | 2                   | 0                   | 3               | 0               | 0               | 1               | 0               | 48    | 4           | 1              | 9      | 1            |
| 19     |      | Matias Fernandez-Pardo | 22          | 4           | 2              | 3           | 0            | 7                   | 0                   | 1                   | 0                   | 0                   | 1               | 0               | 0               | 0               | 0               | 30    | 4           | 3              | 3      | 0            |
| 20     |      | Mitchel Bakker         | 24          | 3           | 2              | 3           | 1            | 8                   | 1                   | 1                   | 1                   | 0                   | 3               | 0               | 0               | 2               | 0               | 35    | 4           | 3              | 6      | 1            |
| 21     |      | Benjamin André         | 30          | 0           | 3              | 11          | 0            | 13                  | 0                   | 0                   | 3                   | 0                   | 2               | 0               | 0               | 0               | 0               | 45    | 0           | 3              | 14     | 0            |
| 22     |      | Tiago Santos           | 7           | 0           | 1              | 1           | 0            | 6                   | 1                   | 0                   | 2                   | 0                   | 0               | 0               | 0               | 0               | 0               | 13    | 1           | 1              | 3      | 0            |
| 23     |      | Edon Zhegrova          | 12          | 4           | 1              | 1           | 0            | 9                   | 4                   | 1                   | 2                   | 0                   | 0               | 0               | 0               | 0               | 0               | 21    | 8           | 2              | 3      | 0            |
| 24     |      | Andrej Ilić            | 0           | 0           | 0              | 0           | 0            | 1                   | 0                   | 0                   | 0                   | 0                   | 0               | 0               | 0               | 0               | 0               | 1     | 0           | 0              | 0      | 0            |
| 24     |      | Chuba Akpom            | 14          | 3           | 1              | 0           | 0            | 1                   | 0                   | 0                   | 0                   | 0                   | 1               | 0               | 0               | 0               | 0               | 16    | 3           | 1              | 0      | 0            |
| 26     |      | André Gomes            | 20          | 0           | 0              | 3           | 0            | 2                   | 0                   | 0                   | 0                   | 0                   | 2               | 1               | 0               | 0               | 0               | 24    | 1           | 0              | 3      | 0            |
| 27     |      | Mohamed Bayo           | 12          | 2           | 1              | 1           | 0            | 5                   | 0                   | 1                   | 0                   | 0                   | 0               | 0               | 0               | 0               | 0               | 17    | 2           | 1              | 1      | 0            |
| 29     |      | Ethan Mbappé           | 10          | 0           | 0              | 3           | 0            | 3                   | 0                   | 0                   | 0                   | 0                   | 1               | 0               | 0               | 0               | 0               | 14    | 0           | 0              | 3      | 0            |
| 30     |      | Lucas Chevalier        | 34          | 0           | 0              | 0           | 0            | 14                  | 0                   | 0                   | 1                   | 0                   | 0               | 0               | 0               | 0               | 0               | 48    | 0           | 0              | 1      | 0            |
| 31     |      | Ismaily                | 16          | 0           | 1              | 4           | 0            | 6                   | 0                   | 1                   | 0                   | 0                   | 2               | 1               | 0               | 0               | 0               | 24    | 1           | 2              | 4      | 0            |
| 32     |      | Ayyoub Bouaddi         | 24          | 0           | 1              | 2           | 0            | 9                   | 0                   | 1                   | 1                   | 0                   | 3               | 0               | 0               | 0               | 0               | 36    | 0           | 2              | 3      | 0            |
|        |      | Younes Lachaab         | 2           | 0           | 0              | 0           | 0            | 1                   | 0                   | 0                   | 0                   | 0                   | 0               | 0               | 0               | 0               | 0               | 3     | 0           | 0              | 0      | 0            |
|        |      | Aaron Malouda          | 1           | 0           | 0              | 0           | 0            | 0                   | 0                   | 0                   | 0                   | 0                   | 0               | 0               | 0               | 0               | 0               | 1     | 0           | 0              | 0      | 0            |
|        |      | Ousmane Touré          | 1           | 0           | 0              | 0           | 0            | 2                   | 0                   | 0                   | 1                   | 0                   | 0               | 0               | 0               | 0               | 0               | 3     | 0           | 0              | 1      | 0            |

#### Statistiques joueurs prêtés
| Nom              | Club en prêt     | Championnat | Championnat | Championnat | Championnat  | Coupes nationales | Coupes nationales | Coupes nationales | Coupes nationales | Compétitions internationales | Compétitions internationales | Compétitions internationales | Compétitions internationales | Total | Total | Total  | Total        |
| Nom              | Club en prêt     | MJ          | B           | Averti      | Carton rouge | MJ                | B                 | Averti            | Carton rouge      | MJ                           | B                            | Averti                       | Carton rouge                 | MJ    | B     | Averti | Carton rouge |
| ---------------- | ---------------- | ----------- | ----------- | ----------- | ------------ | ----------------- | ----------------- | ----------------- | ----------------- | ---------------------------- | ---------------------------- | ---------------------------- | ---------------------------- | ----- | ----- | ------ | ------------ |
| Mohamed Bayo     | Royal Antwerp FC | 16          | 1           | 1           | 0            | 1                 | 0                 | 0                 | 0                 | 0                            | 0                            | 0                            | 0                            | 17    | 1     | 1      | 0            |
| Trévis Dago      | FC Annecy        | 23          | 4           | 5           | 0            | 4                 | 2                 | 1                 | 0                 | 0                            | 0                            | 0                            | 0                            | 27    | 6     | 6      | 0            |
| Rafael Fernandes | Glasgow Rangers  | 3           | 0           | 0           | 0            | 1                 | 0                 | 0                 | 0                 | 0                            | 0                            | 0                            | 0                            | 4     | 0     | 0      | 0            |
| Ichem Ferrah     | FC Rouen         | 24          | 3           | 1           | 0            | 2                 | 0                 | 0                 | 0                 | 0                            | 0                            | 0                            | 0                            | 26    | 3     | 1      | 0            |
| Andrej Ilić      | Union Berlin     | 16          | 7           | 1           | 0            | 0                 | 0                 | 0                 | 0                 | 0                            | 0                            | 0                            | 0                            | 16    | 7     | 1      | 0            |
| Aaron Malouda    | Nîmes Olympique  | 10          | 0           | 2           | 0            | 0                 | 0                 | 0                 | 0                 | 0                            | 0                            | 0                            | 0                            | 10    | 0     | 2      | 0            |
| Ignacio Miramón  | Boca Juniors     | 3           | 0           | 0           | 0            | 0                 | 0                 | 0                 | 0                 | 0                            | 0                            | 0                            | 0                            | 3     | 0     | 0      | 0            |
| Tiago Morais     | Rio Ave FC       | 31          | 4           | 1           | 0            | 4                 | 1                 | 0                 | 0                 | 0                            | 0                            | 0                            | 0                            | 35    | 5     | 1      | 0            |
| Ugo Raghouber    | USL Dunkerque    | 28          | 1           | 11          | 0            | 2                 | 0                 | 0                 | 0                 | 4                            | 0                            | 0                            | 0                            | 34    | 1     | 11     | 0            |
| Ousmane Touré    | Valenciennes FC  | 16          | 1           | 3           | 0            | 1                 | 0                 | 0                 | 0                 | 0                            | 0                            | 0                            | 0                            | 17    | 1     | 3      | 0            |
| Alan Virginius   | BSC Young Boys   | 32          | 2           | 2           | 0            | 8                 | 1                 | 1                 | 0                 | 5                            | 4                            | 0                            | 0                            | 45    | 7     | 3      | 0            |

## Onze de départ (toutes compétitions)
| No. | Pos. | Joueur                 | Joués | Notes                      |
| --- | ---- | ---------------------- | ----- | -------------------------- |
| 30  | GB   | Lucas Chevalier        | 48    | Mannone a joué 3 fois      |
| 12  | DD   | Thomas Meunier         | 46    | Santos a joué 13 fois      |
| 18  | DC   | Bafodé Diakité         | 48    | Mandi a joué 31 fois       |
| 4   | DC   | Alexsandro             | 47    | Umtiti a joué 0 fois       |
| 5   | DG   | Gabriel Gudmundsson    | 45    | Ismaily a joué 24 fois     |
| 17  | MR   | Ngal'ayel Mukau        | 36    | André Gomes a joué 24 fois |
| 21  | MR   | Benjamin André         | 45    | Bouaddi a joué 36 fois     |
| 7   | MOC  | Hákon Haraldsson       | 38    | Angel a joué 17 fois       |
| 10  | AiD  | Rémy Cabella           | 37    | Bakker a joué 35 fois      |
| 19  | AiG  | Matias Fernandez-Pardo | 30    | Sahraoui a joué 46 fois    |
| 9   | AC   | Jonathan David         | 49    | Akpom a joué 16 fois       |

| Chevalier Diakité Alexsandro Meunier Gudmundsson Mukau André (C) Haraldsson Cabella Pardo David |